# Antonio Badile
Antonio Badile III (Verona, 1518 circa – 1560) è stato un pittore italiano del Rinascimento.

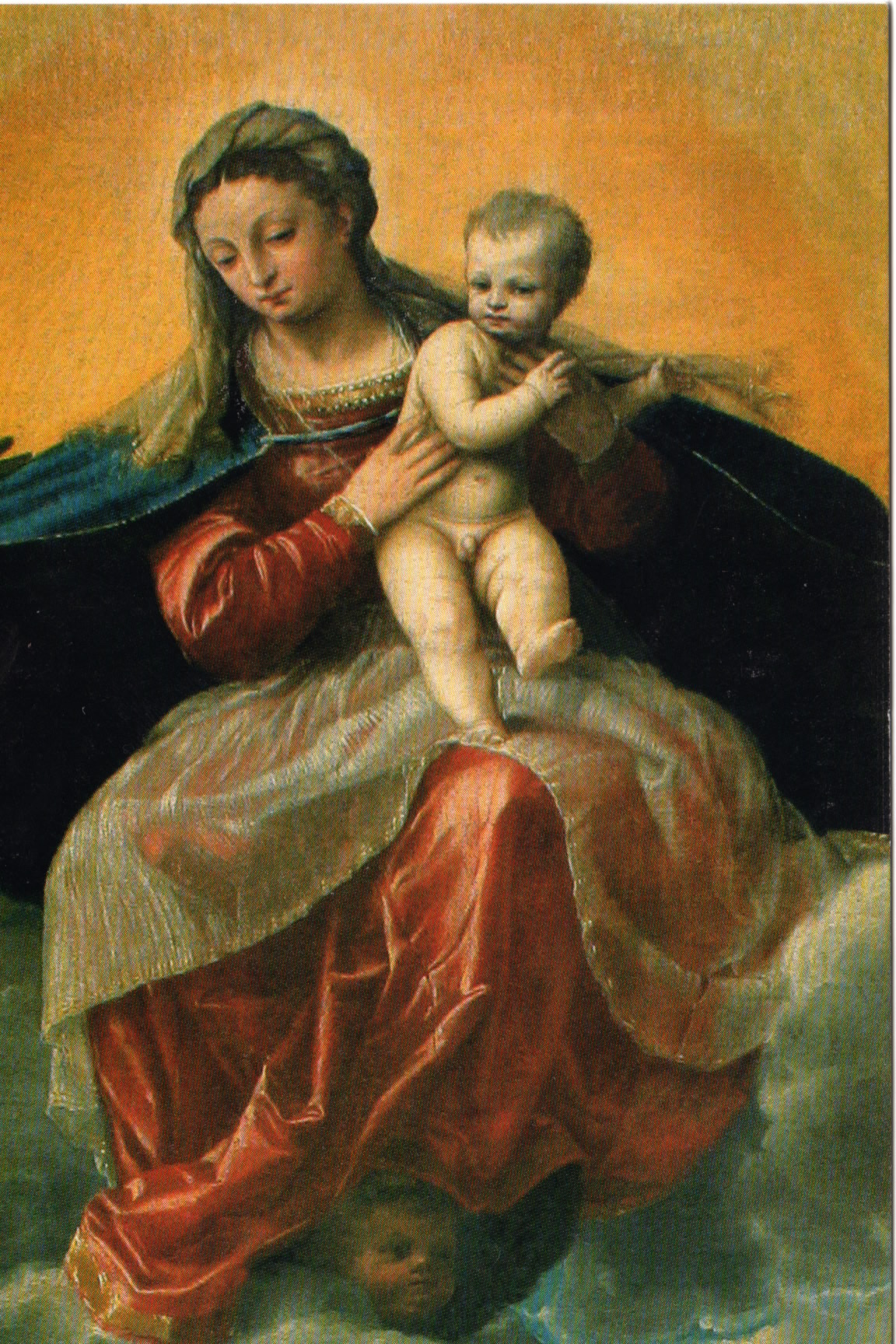
La Beata Vergine Maria col Figlio in Gloria e i Santi Battista, Antonio Abate, Benedetto e Biagio (particolare).

Membro di una famiglia di ben tredici pittori, Antonio Badile compì l'apprendistato con lo zio Francesco, che lo ospitò quando il giovane restò orfano nel 1530.
Gli storici antichi ritengono che Badile fu allievo del Torbido e del Caroto, artisti ai quali, in qualunque caso, si avvicinò dal punto di vista dello stile.
Fu parzialmente influenzato dal pittore bresciano Alessandro Bonvicino, detto il Moretto.
Insieme a Giovan Francesco Caroto, Badile è conosciuto come uno dei maestri di Paolo Veronese e Giovanni Battista Zelotti. Sposatosi nel 1541, Antonio ebbe otto figli, tra cui Elena, che diventò moglie di Paolo Veronese.

## Stile
Dopo i primi tentativi influenzati dalla pittura quattrocentesca, come l'Ancona di Bartolomeo de' Festis, la presenza nella sua città dei maestri bresciani, di Tiziano, e soprattutto dell'allievo Paolo Veronese, lo indussero ad una maggiore elaborazione della sua tecnica artistica, che si caratterizzò per una contrastante miscellanea di toni freddi e caldi, all'interno di una limpida scala cromatica.
La pittura di Badile mostra la passione per l'integrazione di figure umane e architetture; le opere giovanili del Veronese, come la Pala Bevilacqua-Lazise, dimostrano l'influsso del maestro sull'allievo. Nello stile del Moretto realizzò la Madonna in Gloria, mentre per la Resurrezione di Lazzaro si ispirò al Dosso e al Savoldo, infine per la Madonna di Piazza dei Signori, ritenuta la sua opera più significativa, fu influenzato da Tiziano.
Di notevole importanza risultarono i suoi ritratti, come per esempio il Frate Avanzi (Galleria dell'Accademia di Venezia), impreziositi da una certa innovatività del tocco e una caratterizzazione profonda della fisionomia dei personaggi.

## Opere scelte
- Madonna e Santi, Verona, Chiesa di San Nazaro e Celso;
- Resurrezione di Lazzaro, Verona, Chiesa di San Bernardino, Cappella di Santa Croce;
- Madonna, San Dionisio e la Maddalena (Ancona Festo), Verona, Museo di Castelvecchio.